# Milan (Ohio)
|  | Dieser Artikel wurde aufgrund von inhaltlichen Mängeln auf der Qualitätssicherungsseite des Projektes USA eingetragen. Hilf mit, die Qualität dieses Artikels auf ein akzeptables Niveau zu bringen, und beteilige dich an der Diskussion! Folgende Mängel sollten behoben werden, bevor diese Markierung entfernt werden kann: Demographie fehlt. |

Milan (engl. Aussprache ˈmaɪlən) ist ein Village in Erie und Huron County im US-Bundesstaat Ohio. Bei der Volkszählung von 2010 hatte die Gemeinde 1.367 Einwohner. Milan liegt am südlichen Ufer des Huron River.
Im Jahr 1839 wurde ein Kanal zum Eriesee gebaut, welcher Milan direkte Handelsbeziehungen zu den am Eriesee gelegenen Industriezentren erlaubte. Die damalige Stadt wurde bekannt durch ihren Hafen sowie durch ihre Werften zum Bau von Schonern für den Verkehr auf dem Eriesee. Nach dem Aufbau eines Eisenbahnnetzes verlor der Kanal seine Bedeutung und Milans Einwohnerzahl verringerte sich dramatisch.

## Persönlichkeiten
- Milans bekanntester Sohn war der Erfinder Thomas Alva Edison (1847–1931). Sein Geburts- und Elternhaus ist eine Attraktion für Milans Besucher.
- Moses K. Armstrong (1832–1906), Politiker

## Weblinks

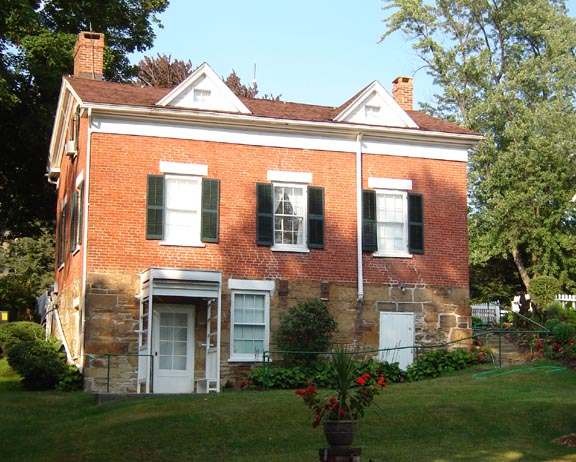
Edisons Geburtshaus